# Andreas Herczog

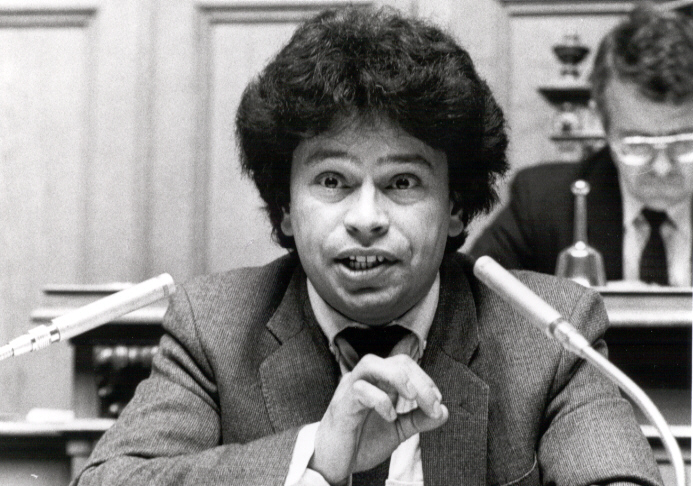
Andreas Herczog am Rednerpult des Nationalrats (1986)

Andreas Herczog (geboren am 11. Februar 1947 in Budapest; gestorben am 12. September 2021; heimatberechtigt in Liestal) war ein Schweizer Politiker (POCH, SP) und Städteplaner. Er war von 1979 bis 1999 für den Kanton Zürich Mitglied des Nationalrats.

## Leben
Herczog kam 1956 im Kindesalter als Flüchtling nach dem ungarischen Volksaufstand in die Schweiz. Er studierte an der ETH Zürich Architektur.
Herczog begann seine politische Karriere 1968 in der SP, trat aber im selben Jahr in die POCH über. Er wurde 1974 in den Gemeinderat der Stadt Zürich gewählt; 1978 trat er daraus zurück. 1975 wurde er in den Kantonsrat des Kantons Zürich gewählt; 1979 wurde er nicht wiedergewählt. 1979 wurde er in den Nationalrat gewählt, wo er für zwanzig Jahre Mitglied blieb. Nach der Auflösung der POCH kehrte er 1991 zur SP zurück. 1999 trat er nicht mehr an.
1976 unterzeichneten Schweizer Linke um Andreas Herczog und SP-Nationalrat Jean Ziegler einen internationalen Appell, der eine Wiedervereinigung Koreas nach den «Prinzipien» Kim Il-sungs verlangte.
Als Pionier des Städtebaus wirkte Herczog anlässlich der Überbauung West-Side auf dem einstigen Steinfels-Areal im Zürcher Stadtkreis 5, wo er mit seinem Architekturbüro einen Prototyp für die Umnutzung der ehemalige Fabrikareale entwickelte. 2002 wurde der Wohnkomplex einschliesslich Mischnutzung mit Büros und Gastronomiebetrieben eröffnet.
Herczog erlag im September 2021 im Alter von 74 Jahren einer Corona-Infektion.
Er gehörte, ebenso wie Daniel Vischer und Niklaus Scherr, zu denjenigen Schweizer Linken ihrer Zeit, die in Basel gelebt hatten, bevor sie sich definitiv in Zürich niederliessen.